# Chumbi

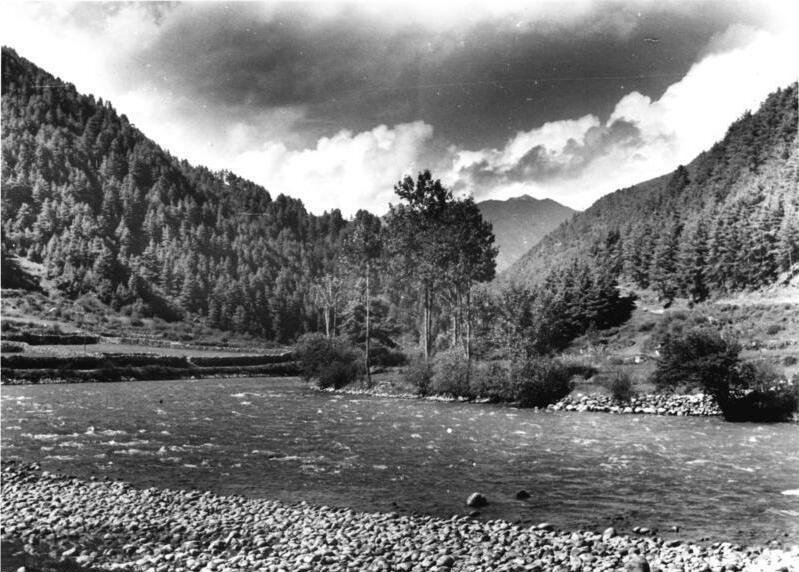
Zdjęcie Doliny Chumbi wykonane w 1938 roku podczas niemieckiej ekspedycji tybetańskiej pod przewodnictwem Ernsta Schäfera.

Chumbi (ang. Chumbi Valley) - dolina znajdująca się w Tybecie na  pograniczu Indii (Sikkim), Bhutanu i Tybetu w Himalajach. 
Dwa główne pasma znajdują się pomiędzy Indiami i Chinami i tworzą przesmyk Nathu La oraz Jelep La. Dolina znajduje się na wysokości 3000 metrów n.p.m. 
Była ona głównym celem brytyjskiej misji w Tybecie z 1904.